# Con Walsh
Cornelius Edward «Con» Walsh (Carriganimma, Cork, Irlanda, 24 d'abril de 1885 – Seattle, Washington, 7 de desembre de 1961) va ser un atleta irlandès de naixement, però canadenc d'adopció que va competir al primer quart del segle xx i que es dedicà principalment al llançament de martell.
Va prendre part en els Jocs Olímpics d'Estiu de 1908 va prendre part en els de Londres, on guanyà la medalla de bronze en la prova del llançament de martell, en quedar rere els estatunidencs John Flanagan i Matt McGrath. Walsh havia jugat abans a futbol gaèlic amb el Cork.
Walsh fou membre de l'Irish American Athletic Club i el New York Athletic Club. Va formar part d'un grup de llançadors de pes irlandesos coneguts com a "Irish Whales."
El 1910 va establir un nou rècord del món de llançament de pes de 56 lliures, superant el rècord que tenia Pat McDonald.